# Калинина (Сурьянинское сельское поселение)
Калинина — опустевшая деревня в составе Болховского района Орловской области, входит в Сурьянинское сельское поселение.Население 0 человек (2010).

## История
Фактически — урочище, но официально считается как населенный пункт

## География
Калинина находится в северной части Орловской области, в лесостепной зоне, в пределах центральной части Среднерусской возвышенности.
Часовой пояс
посёлок Калинина, как и вся Орловская область, находится в часовой зоне МСК (московское время). Смещение применяемого времени относительно UTC составляет +3:00.
Климат
близок к умеренно-холодному, количество осадков является значительным, с осадками даже в засушливый месяц. Среднегодовая норма осадков — 627 мм. Среднегодовая температура воздуха в Болховском районе — 5,1 ° C.

## Население
| 2010 |
| ---- |
| 0    |

Национальный состав
Согласно результатам переписи 2002 года, в национальной структуре населения русские составляли 100 % из общей численности населения в 3 жителя.

## Инфраструктура
Было развито сельское хозяйство.

## Транспорт
От деревни на восток уходит подъездная просёлочная дорога к федеральной автотрассе Р92.